# Čaradice
Čaradice és un poble i municipi d'Eslovàquia que es troba a la regió de Nitra, al sud-oest del país.

## Demografia
| Godina             | 1994 | 2004   | 2014   | 2024   |
| ------------------ | ---- | ------ | ------ | ------ |
| Nombre de persones | 555  | 517    | 515    | 545    |
| Diferència         |      | −6,84% | −0,38% | +5,82% |

| Godina             | 2023 | 2024   |
| ------------------ | ---- | ------ |
| Nombre de persones | 534  | 545    |
| Diferència         |      | +2,05% |